# Molino Stucky
„În sanctuarul pustiu, molozul măreției”—Gabriel García Márquez

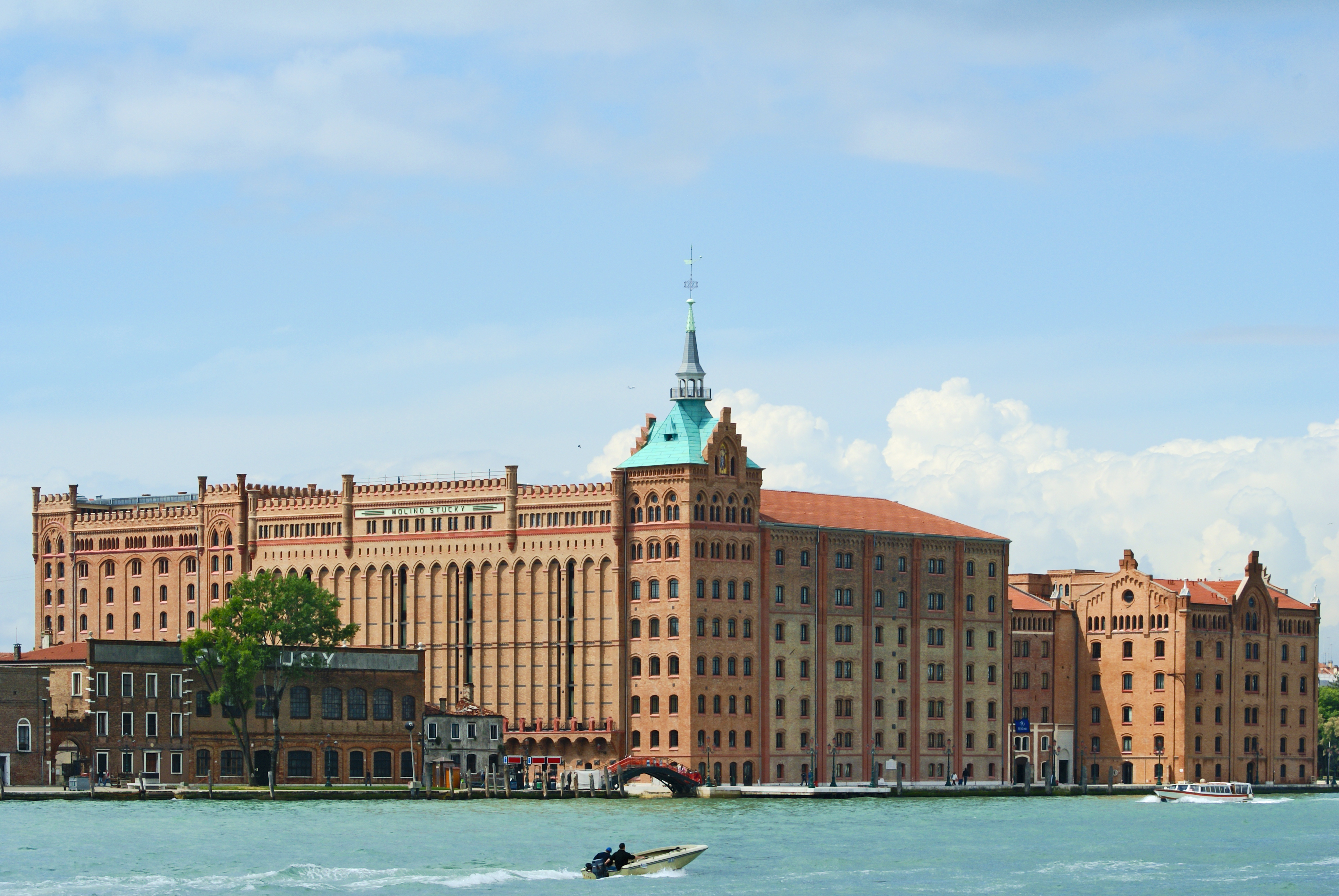
Molino Stucky

Molino Stucky [se citește Stucky și nu Stacky] din Veneția este un palat situat la capătul de vest al insulei Giudecca, lângă vechea fabrică Fortuny.

## Istoric

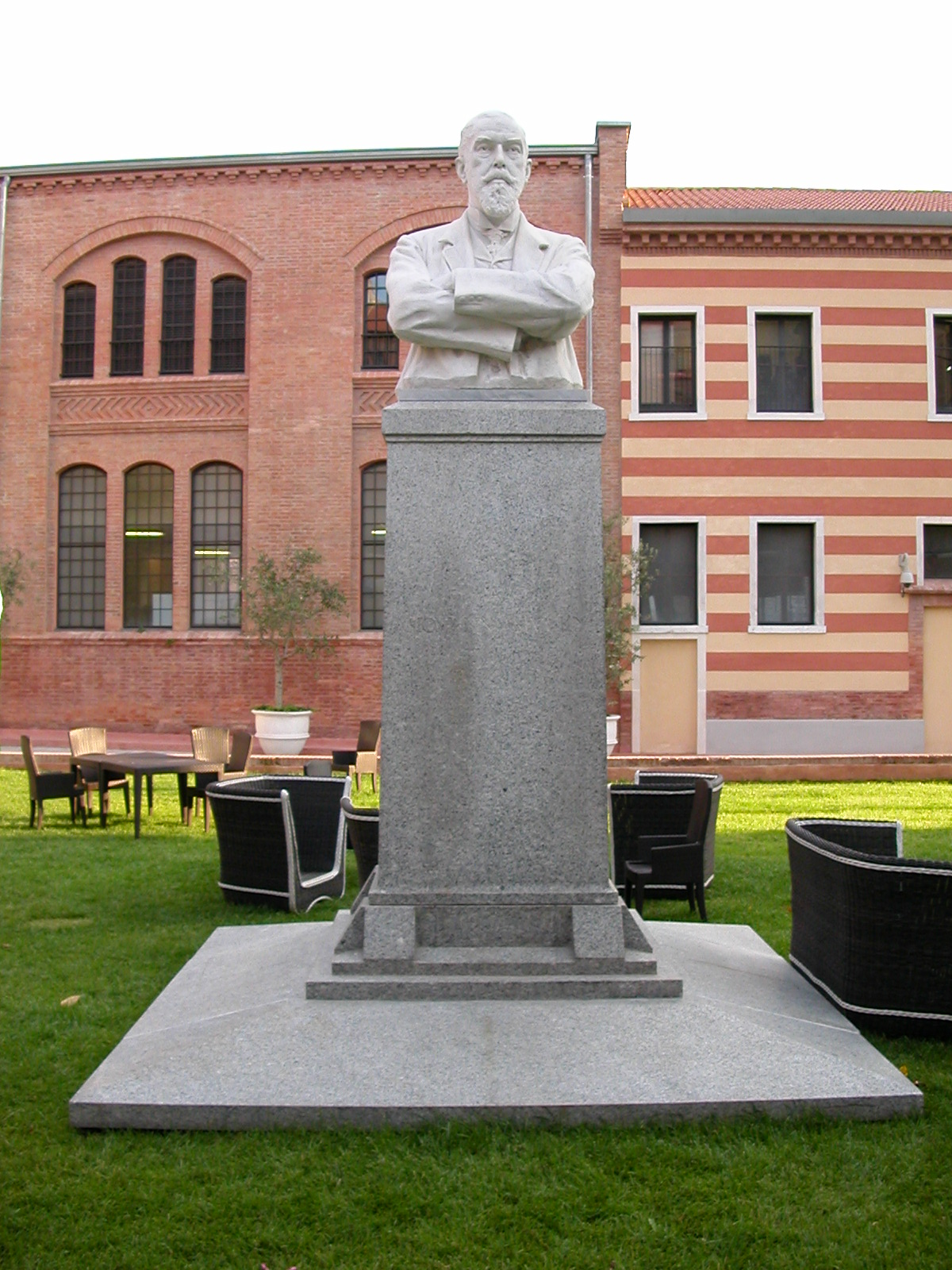
Bustul lui Giovanni Stucky

Moara Stucky a fost construită în 1895 la inițiativa lui Giovanni Stucky, antreprenor și finanțator dintr-o familie elvețiană nobilă, al cărui tată s-a căsătorit în Veneto cu o italiană din familia Forti. Proiectul complexului impunător a fost încredințat arhitectului Ernst Wullekopf, care a realizat unul dintre cele mai mari exemple de arhitectură neogotică aplicată unei clădiri industriale.
Clădirea surprinde prin proporțiile sale neobișnuite în comparație cu cele ale arhitecturii tradiționale venețiene prezente pe ambele părți ale Canalului Giudecca.
Ideea originală de a înființa o moară în Laguna Venețiană i-a aparținut lui Giovanni Stucky pe la mijlocul secolului al XIX-lea după ce a studiat modul de funcționare al mai multor mori din țări străine. Pe baza acestor studii, antreprenorul a decis să folosească canalul venețian pentru a realiza un transport mai rapid pe apă de cereale destinate morii de pe insula Giudecca.
Fabrica plănuită - dotată cu iluminat electric alimentat cu gaz - dădea de muncă, la o capacitate maximă, pentru 1500 de lucrători angajați în schimburi care acopereau întreaga zi și era în măsură să macine, în perioada de funcționalitate maximă, 2.500 de quintale de făină pe zi.
În 1895 complexul preexistent pe care se afla odinioară moara a fost extins după proiectul arhitectului Wullekopf și împărțit în două zone distincte: prima - dezvoltată pe verticală - includea moara, depozitele și silozurile, precum și birourile; o a doua - formată din clădiri mai mici - adăpostea doar fabrica de paste. De atunci datează aspectul actual.
Wullekopf dorea să doteze edificiul cu o fațadă neo-gotică, având imprimat numele proprietarului morii surmontat de un orologiu uriaș, o perspectivă care a devenit un simbol al arhitecturii industriale din Italia.
Începutul decăderii Molino Stucky - care a fost, de asemenea, utilizată ca o fabrică de paste - a început încă din anii 1910, până la închiderea ireversibilă în 1955, după o lungă perioadă de criză și un conflict de muncă (fabrica a fost ocupată timp de o lună de cinci sute de angajați).
Redescoperită în 1994 de către compania Acqua Pia Antica Marcia (grupul Acqua Marcia), vechea zonă industrială a fost plasată patru ani mai târziu sub protecția Inspectoratului de Arte Frumoase. Lăsând neschimbată arhitectura neo-gotică, clădirea a fost apoi supusă unei restaurări majore.
Sfârșitul perioadei de declin a vechiului complex a avut loc la mijlocul anilor 2000, cu semnarea unui parteneriat economic și financiar între Acqua Marcia și lanțul hotelier Hilton, în baza căruia zona a fost destinată unui complex imobiliar de locuințe, centru de congrese și hotel cu 379 de camere, restaurant și piscină panoramică, o sală de ședințe de două mii de locuri. Complexul a început să funcționeze în iunie 2007.
La 15 aprilie 2003, când renovările erau deja în curs de desfășurare, Molino Stucky a fost afectat de un incendiu care a distrus întreaga parte centrală a clădirii, a avariat în special turnul, mica loggie și acoperișul - cel mai înalt punct al clădirii -, precum și partea laterală a structurii, peretele de est, prăbușit aproape în întregime în canalul de mai jos.
Incendiul a fost stins după ore de muncă intensă din partea pompierilor, sosiți cu două bărci mari cu motor și cu două elicoptere pentru a ține sub control incendiul, contracarând vântul puternic.

## Imagini

Molino Stucky văzut din Canale dei Lavraneri
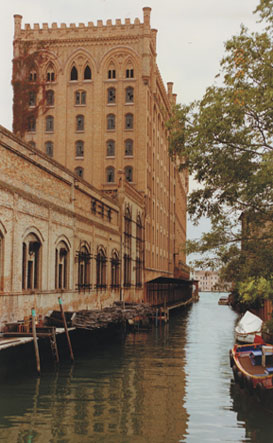
Perete lateral
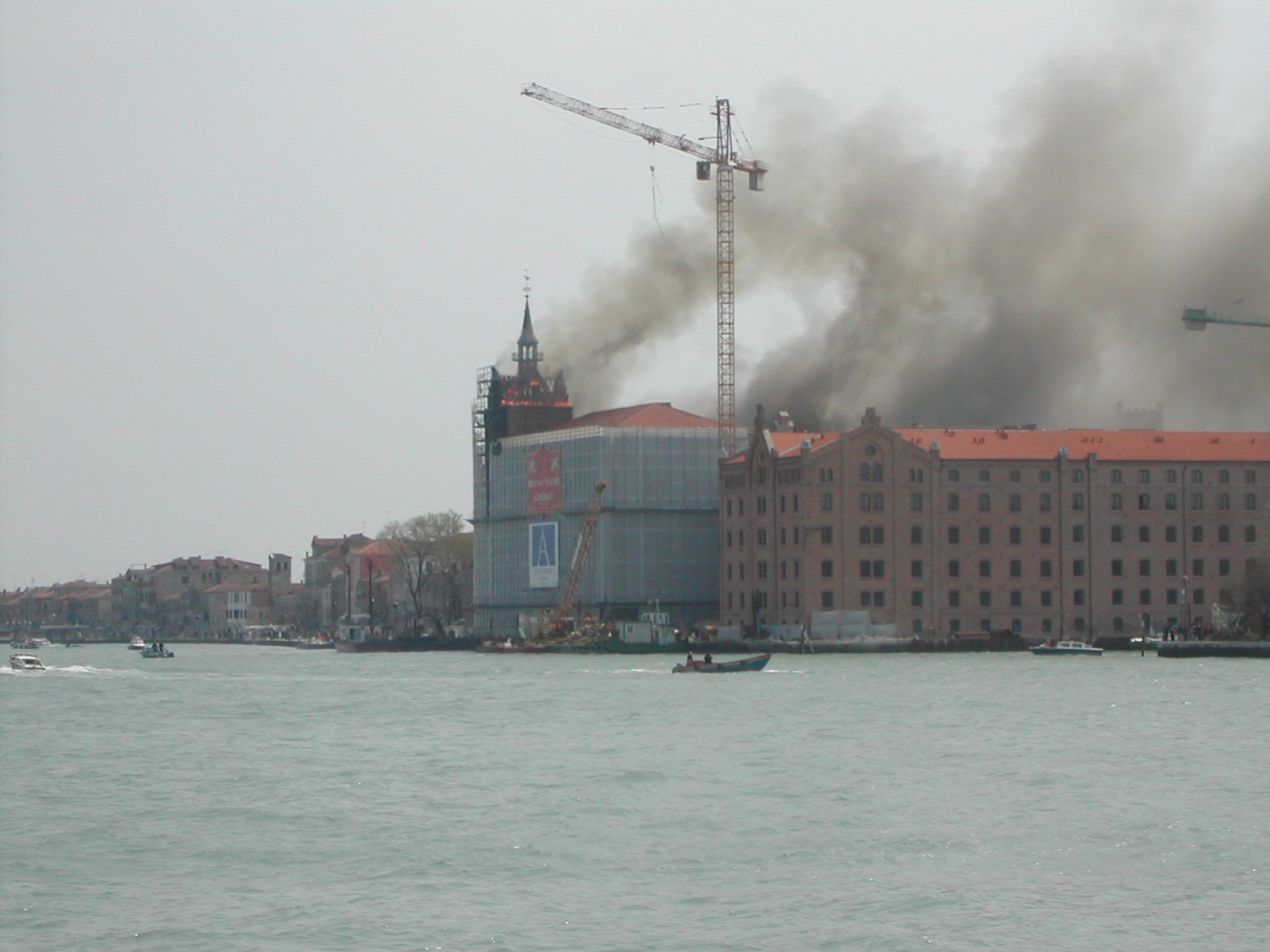
Clădirea în timpul incendiului din aprilie 2003
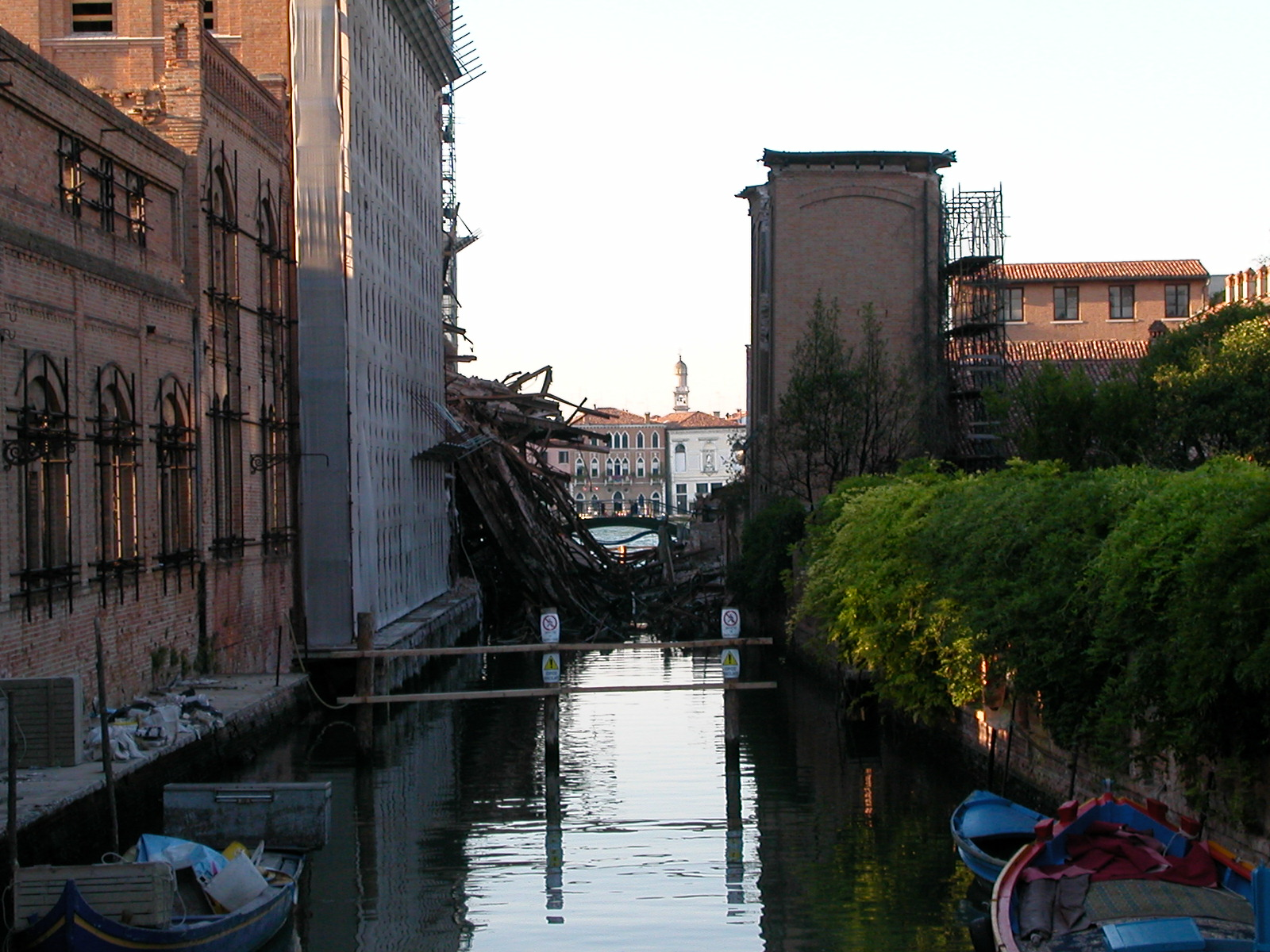
Perete lateral prăbușit după incendiu
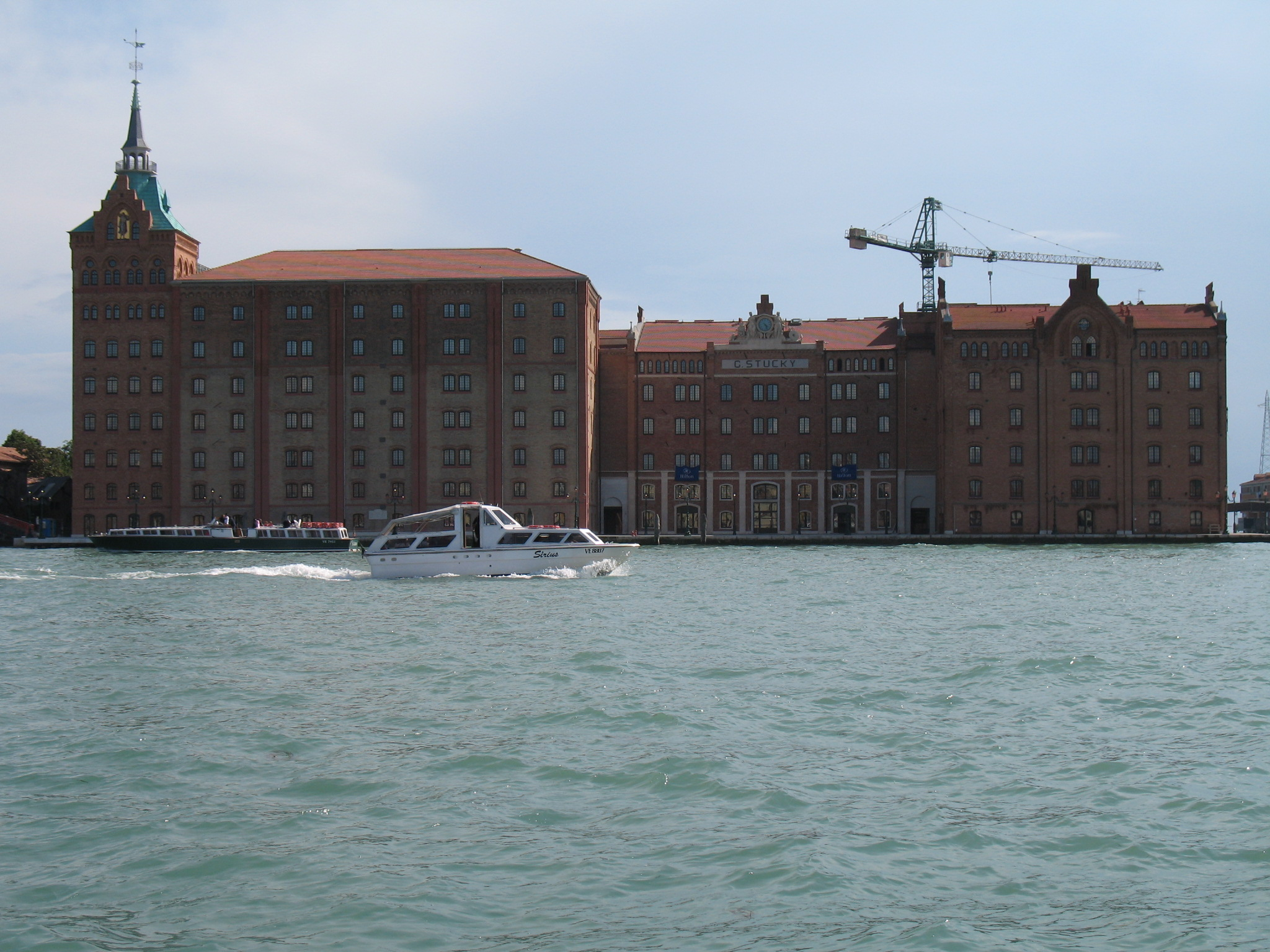
Molino Stucky în timpul restaurării finalizate în mai 2007